# Rufodorsia
Rufodorsia es un género con cuatro especies de plantas herbáceas perteneciente a la familia Gesneriaceae. Es originario de América.

## Descripción
Son hierbas o arbustos epífitas. El tallo es erecto, ascendente o decumbente, con pocas ramas. Las hojas son opuestas, membranosas, suculentas o subcoriáceas, pecioladas. La inflorescencia en cimas axilares, con pocas  a varias flores, congestionados. Corola generalmente de color blanco los lóbulos y rojizo en el lado superior del tubo. El fruto es una baya blanca. Las semillas carnosas y estriadas. El número de cromosomas : 2n = 18.

## Distribución y hábitat
Se distribuyen por Panamá y Costa Rica donde se encuentran como epífitas en hábitats forestales. 

## Etimología
El nombre del género deriva de las palabras latinas rufus = rojo, rojizo, y  dorso = espalda, en alusión a la parte posterior rojiza de la corola.

## Especies
- Rufodorsia congestiflora
- Rufodorsia intermedia
- Rufodorsia major
- Rufodorsia minor